# 水木リサ
水木 リサ（みずき りさ、3月27日 - ）は、日本の女性ファッションモデル、キャンドルセラピスト。東京都出身。シュルーモデルエージェンシー所属。

## 主な出演作品

### CM
- エーザイ（2010年、チョコラＢＢ）
- YKKAP（2010年、サッシ）
- トヨタ自動車（2010年、ＳＡＩ） - 花屋の店員役
- サントリー（2010年、ザ・プレミアムモルツ） - OL役、花屋の店員役
- NTT東日本（2010年、フレッツ光ポータブル） - 準主役
- JAバンク（2010年-2011年） - 準主役
- JAバンク（2010年-2011年） - ナレーション
- 資生堂（2010年、ＩＮ＆ＯＮ） - 友人役
- サントリー（2011年、なっちゃん） - 先生役
- サントリー（2011年、なっちゃん） - ナレーション
- エプソン（2011年、ビジネスインクジェット） - OL役
- ライオン（2012年、「クリニカ」エナメルパール） - 主婦役
- エバーライフ（2012年、美・皇潤） - 友人役
- NTTドコモ（2012年、富士通ラクラクホン） -友人役
- スズキ（2013年、ワゴンR） - 赤ちゃんのママ役
- 再春館製薬ドモホルンリンクル（2013年）
- P＆Gジャパン（2013年-2015年、アリエール） - 研究員役
- 日本コカコーラ（2016年、コカコーラ）

### スチール広告
- ニッセン
- カタログハウス
- ベルーナ
- ディノス
- 髙島屋
- ミサワホーム
- 富士通
- 日産
- Canon
- ネスカフェ
- ライオン
- ロレアル
- SKII
- 再春館製薬
- 明治生命
- 日本生命
- 鈴の屋
- 着物やまと
- 長沼静着物学院
- 伊勢丹
- 東武百貨店
- 京王百貨店
- イトーヨーカドー
- 長崎屋

### 雑誌
- VERY（光文社）
- WITH（講談社）
- オレンジページ
- 婦人画報（婦人画報社）
- クロワッサン（マガジンハウス）
- 美しい着物
- OZmagazine（スターツ出版）